# 西武秩父線
西武秩父線（せいぶちちぶせん）は、埼玉県飯能市の吾野駅と同県秩父市の西武秩父駅とを結ぶ西武鉄道の鉄道路線である。路線名に「西武」を含む。駅ナンバリングで使われる路線記号はSI。

## 概要
西武秩父線は池袋線の事実上の延伸路線であり、池袋線とともに池袋駅 - 西武秩父駅間を結ぶルートを形成している。
当路線は運転系統上、ほとんどの列車が池袋線の飯能駅 - 吾野駅間と直通運転している一方で、池袋線飯能駅以東の所沢駅・池袋駅方面と直通する列車は特急「ちちぶ」号と土休日のS-TRAINに限られることや、飯能駅でスイッチバック（方向転換）が必要な配線となっていることから、池袋駅 - 飯能駅間を池袋線、飯能駅 - 西武秩父駅間を西武秩父線とする時刻表検索サイトも存在するが、正確な表現ではない。また特急の案内などでは、当線内も池袋線であるかのような表記が見られる。
当路線は「西武」を含めた「西武秩父線」を正式路線名としている。この理由は秩父地方に当路線より先の明治・大正時代に開業した秩父鉄道秩父本線が「秩父線」と呼ばれており、それを区別するため当路線は開業にあたり社名略称を冠して命名された。各駅の路線図などでも「西武」が省略されることはなく、「西武秩父線」と表記されている。つまり他社の路線名との重複を防止するためのものであり、西武鉄道の路線では他にも西武有楽町線が同様の理由で路線名に「西武」を含めている（東京メトロ有楽町線との区別のため）。
当路線は武甲山から産出する石灰石を原料とするセメントの輸送と沿線の観光開発を目的に建設され、1969年（昭和44年）に開業した。正丸駅 - 芦ヶ久保駅間で正丸峠を越える山岳路線で、同区間に存在する正丸トンネル（延長4,811 m）は、山岳トンネルとして建設当時、日本の私鉄では最長であった。またほとんどの道路との交差は立体化され、当路線内の踏切は吾野・西武秩父の両駅付近（計2か所）と西吾野駅、横瀬駅の構内踏切のみである。
2013年（平成25年）、西武ホールディングスの筆頭株主であったサーベラスからリストラ策として、当路線を含む西武鉄道の複数路線の廃止が提案されていると報道された。これに対し、同年3月25日に、埼玉県知事の上田清司や沿線の首長は「生活鉄道」であるとして、当路線の存続を要請した。西武鉄道側も筆頭株主の意向に逆らい廃線提案には応じておらず、若林久社長（当時）は秩父市に対し「公共交通機関なので守る」と説明している。
同年5月、秩父地域1市4町の自治体・商工団体・観光協会や埼玉県は「西武秩父線利用促進協議会」を結成し、利用促進を目的に、様々な事業に取り組んでいる。

### 路線データ
- 路線距離（営業キロ）：19.0 km
- 軌間：1067 mm
- 駅数：6駅（起終点駅含む）
- 複線区間：なし（全線単線）
- 電化区間：全線（直流1500 V架空電車線方式）
- 最高速度：105 km/h（横瀬駅- 芦ヶ久保駅間と正丸トンネル内のみ）
- 橋梁：計35か所 (1960.26 m)
  - 橋梁：21か所 (1,565.51 m)
  - 高架橋：1か所 (307.73 m)
  - 架道橋：13か所 (87.02m)
- 隧道：計16か所 (7,749.78 m)
  - 正丸隧道 (4,811.42 m)
  - その他15か所 (2,938.36 m)
    - 芳延隧道、猪狩隧道 (79 m)、三社隧道 (209 m)、
山崎隧道 (116 m)、北川第一隧道 (91m)、北川第二隧道、
北川第三隧道、北川第四隧道、南川隧道、
芦ヶ久保第一隧道 (192 m)、芦ヶ久保第二隧道 (87 m)、芦ヶ久保第三隧道 (56 m)
川地隧道、横瀬隧道、羊山隧道 (322 m)

## 歴史
西武秩父線の始まりは、戦前に吾野駅まで達していた池袋線を、武州鉄道との競合の末に、1969年（昭和44年）に延長したものである。なお1953年（昭和28年）の時点では、吾野駅から正丸峠を経由して秩父まで延伸する「北回り線」以外にも、飯能から名栗川沿いの入間郡原市場村・名栗村を経由して秩父に至る「南回り線」が構想されており、「南回り線」は「北回り線」よりトンネルが少なく、名栗川渓谷への観光客誘致の観点でも有利であると報じられていたが、最終的には「北回り線」ルートが採用された。
当路線の開業により、西武鉄道では従来にない列車の運行を開始した。開業と同時に特急専用車両5000系を投入し、池袋 - 西武秩父間で全席指定の有料特急「レッドアロー」の運行を開始した。また、一般車両にも、25‰以上の連続勾配のある当路線を走破するため、大出力モーターに発電ブレーキや抑速ブレーキを装備した101系が投入され、電車の機構面でも一大エポックをもたらした。
貨物輸送でも、東横瀬駅（貨物駅） - 池袋駅・国分寺駅・高麗駅間でセメント輸送のための最大1,000tの重量貨物列車が設定された。そのため、国鉄EF60形電気機関車に準じた性能を持つ民鉄最大のE851形電気機関車が新製投入されたが、1996年（平成8年）の貨物輸送終了とともにその役目を終えている。
貨物輸送は、セメント（東横瀬駅構内にある三菱鉱業セメント）・砂利輸送列車と三菱鉱業セメントでの生産機材に使用する重油を輸送するためのタンク列車（タキ1500形・タキ45000形・タキ9800形タンク車を使用）があった。セメント列車はタキ1900形タンク車が使用された。同工場向けの重油列車・砂利輸送列車は当初東横瀬駅 - 池袋駅間の運転であった。セメント列車は池袋駅より国鉄山手貨物線経由で隅田川駅・南甲府駅・南橋本駅まで西武所属のワフ101形併結のまま運転されていた。重油列車は池袋駅より国鉄山手貨物線・東海道線を介して神奈川臨海鉄道の横浜本牧駅および総武線と外房線蘇我駅を経由して京葉臨海鉄道の浜五井駅まで運転されていた。砂利輸送列車は、池袋駅から赤羽線経由で板橋駅、山手貨物線経由で隅田川駅へ運転されていた。なお、武蔵野線が開業した後の1976年（昭和51年）に西武の受け渡し駅が池袋駅と国分寺駅から新秋津駅へ集約されると西武線発着駅が池袋駅から新秋津駅へ変更となり、セメント列車は廃止まで、重油列車は1982年（昭和57年）に燃料変更で消滅、砂利輸送は板橋駅と隅田川駅から酒折駅へ発着駅が変更となった。
なお、一時期は小鹿野町を経由して、創業者の堤康次郎が開発した西武グループのリゾート施設の多い、長野県北佐久郡軽井沢町まで路線を延伸するという構想があったという噂があるが、西武鉄道常務取締役を務めた長谷部和夫によると、「これは全くのデマで、当社としては与り知らぬこと（で）あります。ただし、長尾根地区の開発に絡んで西武秩父駅から空中索道などによる何らかの交通機関を検討していたのを地元の方々が希望を交え、このようなことが言われはじめたのではないかと考えられます。」と軽井沢延伸構想を否定し、西武秩父駅の構造についても、西武鉄道OBの西尾恵介は「ルート検討の中で、トンネルを出た後そのまま直線で荒川を越える案もあったようです。いわゆる軽井沢延伸という噂の原点です。しかし秩父農工高校の用地を取得できることになり、将来の構想の中で秩父鉄道との連携も念頭において秩父鉄道と並行する今の位置に駅が置かれたと聞いています。」と軽井沢延伸は噂であり、西武秩父駅設置場所の経緯について述べている。現在は、西武観光バスが西武秩父駅から小鹿野町方面へのバスを運行している。
- 1967年（昭和42年）7月19日 横瀬村（現横瀬町）芦ヶ久保中学校にて起工式[12]。
- 1969年（昭和44年）10月14日 吾野 - 西武秩父間 (19.0km) 開業。同時に貨物列車の運転も開始。
- 1989年（平成元年）4月1日 秩父鉄道秩父本線との連絡線開設、同線への直通運転を開始[13]。
- 1996年（平成8年）3月28日 新秋津 - 東横瀬（貨）間の貨物輸送廃止。
- 1999年（平成11年）
  - 8月14日 - 9月15日 台風に伴う豪雨による吾野駅構内土砂崩れで東吾野 - 西吾野間が運休[14]。
  - 8月31日 吾野駅上り線のみ復旧する形で東吾野 - 西吾野間が運行再開[14]。
  - 9月15日 東吾野 - 西吾野間が全面復旧。
- 2003年（平成15年）3月12日 全線でワンマン運転開始[15]。
- 2011年（平成23年）3月14日 - 4月16日 東北地方太平洋沖地震による輪番停電（計画停電）により秩父鉄道秩父本線との直通運転を休止。
- 2014年（平成26年）2月14日 - 2月21日 大雪により正丸 - 西武秩父駅間で運転見合わせ。18日から一部区間で運転再開。
- 2016年（平成28年）4月17日 観光列車「旅するレストラン 52席の至福」運行開始[16]。
- 2017年（平成29年）3月25日 座席指定列車「S-TRAIN」運行開始[17]。これにより東京メトロ・東急・横浜高速鉄道との直通運転も開始。

## 運転
運転系統としては完全に池袋線（飯能駅以北）と一体であり、有料特急の「ちちぶ」号が池袋駅発着、各駅停車が飯能駅発着で運転されている。かつては土曜・休日に池袋駅発着の快速急行・急行も運転されていたが、池袋発の運転は2020年（令和2年）3月14日のダイヤ改正で、西武秩父発の運転も2022年（令和4年）3月12日のダイヤ改正でそれぞれ廃止された。
2017年（平成29年）3月25日からは、40000系の10両固定編成を用いた座席指定列車「S-TRAIN」が土休日に運行を開始した。
1988年（昭和63年）12月までは池袋駅発着の急行や準急（飯能駅 - 西武秩父駅間は各駅に停車）が終日にわたり運転されていた。現在では、春の芝桜シーズンや毎年12月3日の秩父夜祭、横瀬車両基地でのイベント開催時などに臨時列車が運転されている（西武新宿発着の臨時列車が運転されることもある）。1976年（昭和51年）から1993年（平成5年）までは新宿線からも西武新宿駅発着の特急「おくちちぶ」号が土休日に1往復運転されていた。2014年（平成26年）7月には、21年ぶりに同区間に臨時特急「おくちちぶ」号が運転された。このほかにも同年のGWや夏に新宿線内急行、池袋線内快速急行の臨時列車が運転されている。
各駅停車は4000系の4両編成、またはこれを2編成組み合わせた8両編成による運用が主体で、4両編成の列車は一部を除いてワンマン運転となる。
また多客期には8両編成で4ドア車の新2000系・20000系・30000系・40000系が乗り入れている。これらの車両はワンマン運転に対応していないため車掌乗務となっている。2025年3月ダイヤ改正まで土曜・休日ダイヤで2往復が定期運用で乗り入れていたが、同ダイヤ改正で土曜・休日の定期での8両編成運用が消滅し（4000系での運用も含む。ただし秩父鉄道直通列車は除く）、定期的な乗り入れはなくなった。
10両編成は、過去には5000系が4両編成から6両編成へ増強される過渡期の観光シーズンに、4両編成と6両編成を連結して運用に入ったことがある。また10両固定編成である東急5050系4000番台が試運転目的のため入線したことがある。
山間部を走行する路線のため、台風やゲリラ豪雨、大雪などで運転見合わせになることがある。

### 秩父鉄道との直通運転
西武秩父駅構内に設けられた秩父鉄道との連絡線を経由し、秩父本線の長瀞駅・三峰口駅まで直通運転を行っている。長瀞行きと三峰口行きを併結して運転する列車は、連絡線の配線の関係で西武秩父駅の一つ手前の横瀬駅で分割されて続行運転となり、長瀞行きは西武秩父駅に入らず直接秩父鉄道御花畑駅へ乗り入れ、三峰口行きは西武秩父駅で向きを変えて秩父鉄道に乗り入れるという特殊な運行形態をとる（秩父鉄道との乗務員交代は御花畑駅・西武秩父駅でそれぞれ行われる）。現行ダイヤでは土曜・休日に各駅停車として、飯能駅発長瀞行き・三峰口駅行きが1本、横瀬駅発長瀞駅行きが1本運行されている。
運賃計算上、西武秩父駅・御花畑駅は同一駅として扱われており、西武秩父駅まで有効な西武鉄道の乗車券・定期券を所持していれば、御花畑駅でも下車が可能である。
2020年（令和2年）3月8日までは池袋駅から秩父鉄道へ直通する快速急行（復路は急行）が2往復運行されていた。長瀞行きの列車は直通開始当初から1992年（平成4年）3月30日までは野上駅まで、翌31日から2007年（平成19年）3月5日までは寄居駅まで運行していた。運転区間が寄居駅まで延長されたのは東武東上線からの直通列車が廃止されたことに伴うものだが、年々利用が減っていたこともあり、2007年（平成19年）からは直通開始当初よりも一駅短い長瀞駅までとなった。
2020年（令和2年）4月13日から、新型コロナウイルス感染症（COVID-19）の流行に伴い、秩父鉄道との直通運転を中止し、三峰口行きは西武秩父駅発着、長瀞行きは御花畑駅発着として運行していた。2021年（令和3年）3月13日のダイヤ改正に合わせて直通運転を再開したが、改正後は平日の設定が無くなり土曜・休日ダイヤのみの運行となっている。
2023年（令和5年）3月18日からは上り（西武線方面）の設定が無くなったほか、三峰口行き直通列車が削減された。また長瀞行きは秩父本線内では急行運転を行うようになったほか、新たに分割を行わない横瀬始発・長瀞行きが設定された。なお、2025年（令和7年）3月15日改正で、長瀞行きは全区間各駅停車に戻っている。

## 使用車両
25 ‰の連続する急勾配が存在する路線であるが、抑速ブレーキ装備車両のみ入線可能といった制限は開通当初から存在しない。この点は東武日光線や富士山麓電気鉄道富士急行線などにも共通する。
回生ブレーキを装備した車両は、試運転やイベント時などを除いて入線していなかったが、2007年（平成19年）12月3日より吾野変電所および正丸変電所で環境配慮型蓄電装置の運用が開始されたため、回生ブレーキが失効する恐れがなくなり、本格運用が可能となった。また、これにより副都心線相互直通各社の車両も入線が可能となったものの、前述のS-TRAINおよび試運転で東急5050系4000番台が入線した以外には入線実績はない。

### 現在の車両
- 4000系
- 001系（特急用。愛称「Laview」）
- 40000系（0番台はS-TRAINとして土休日に1往復運行、50番台〈8両編成〉は臨時列車のみ）
- 新2000系（臨時列車のみ）
- 20000系（臨時列車のみ）
- 30000系（臨時列車のみ）

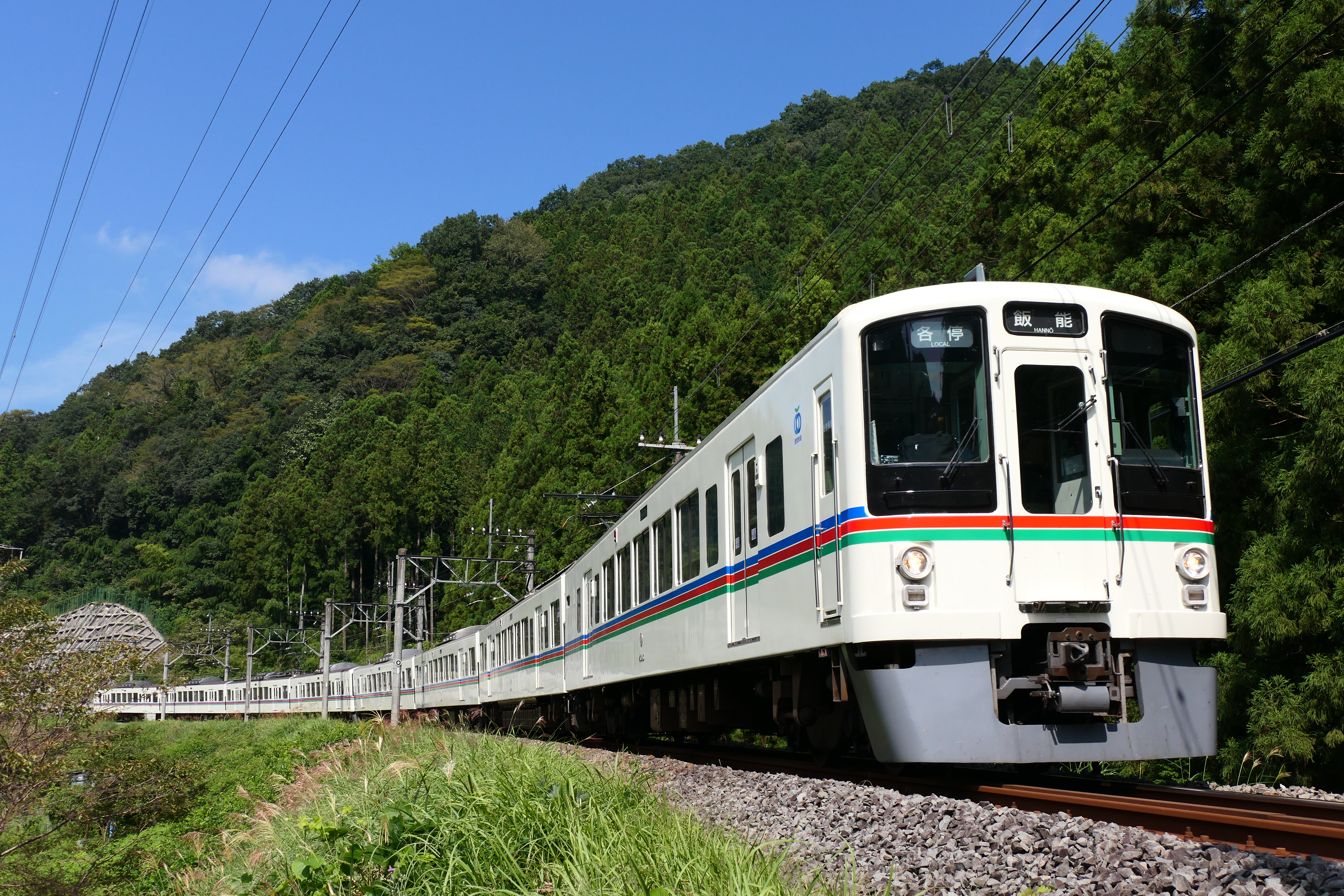
4000系
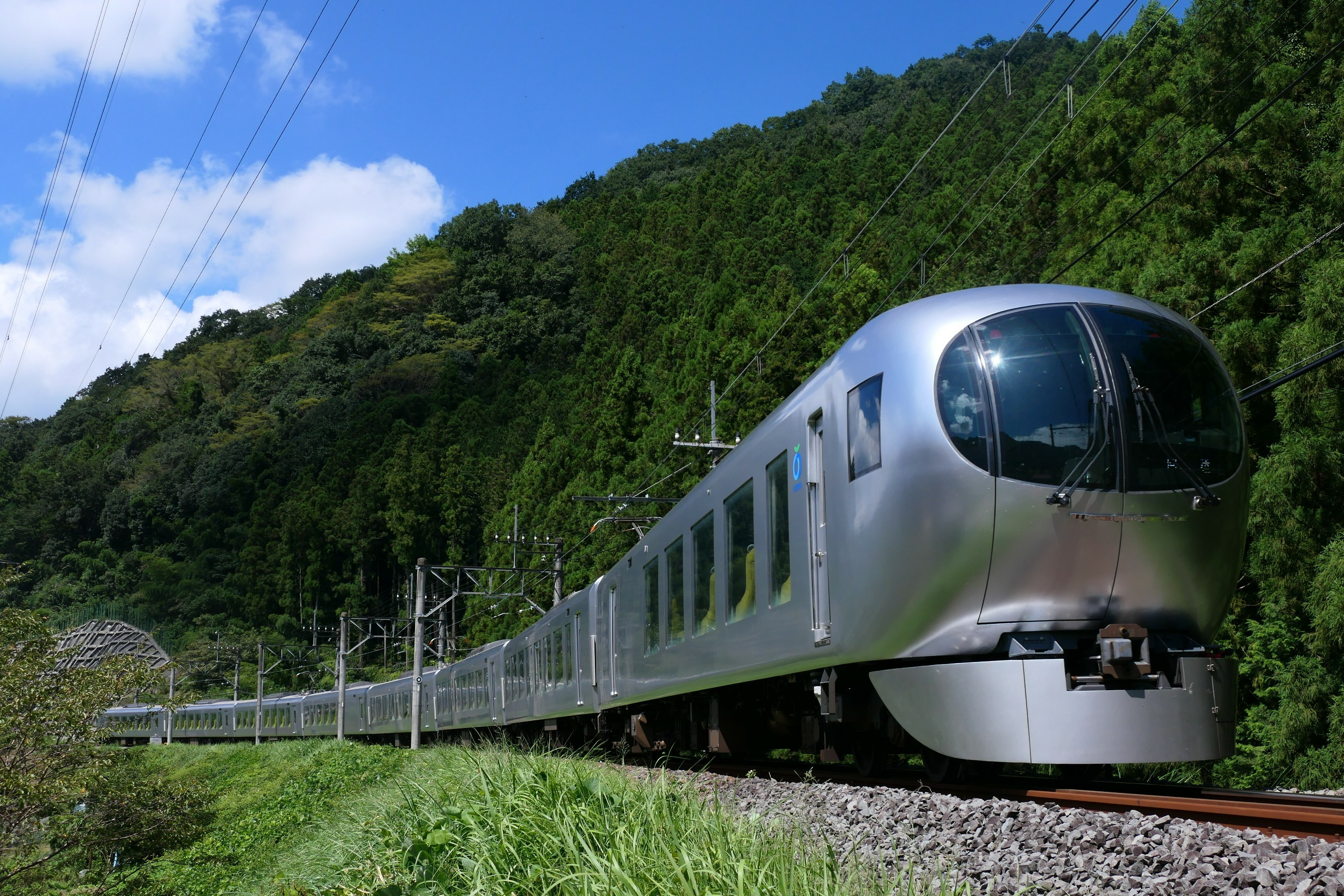
001系
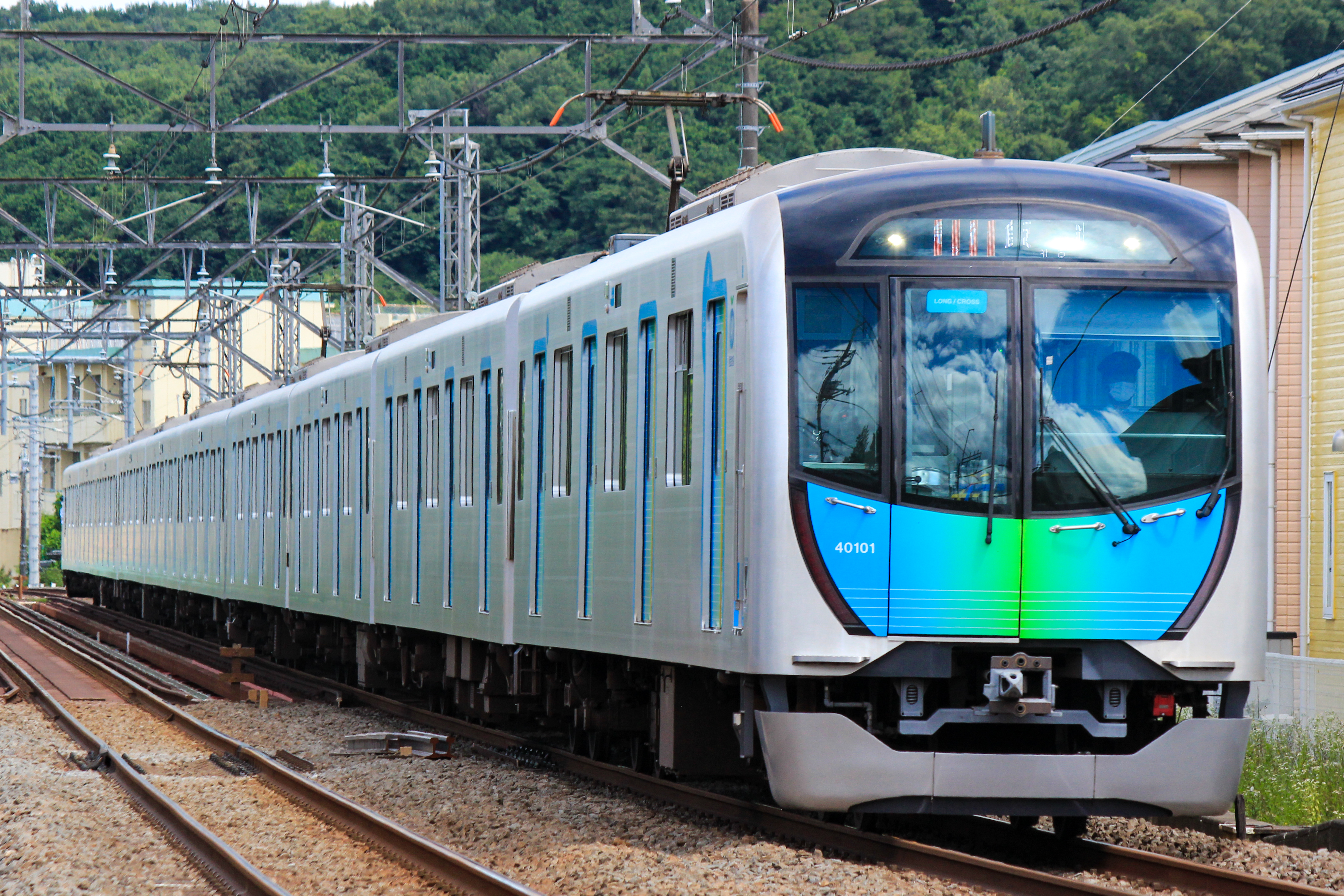
40000系
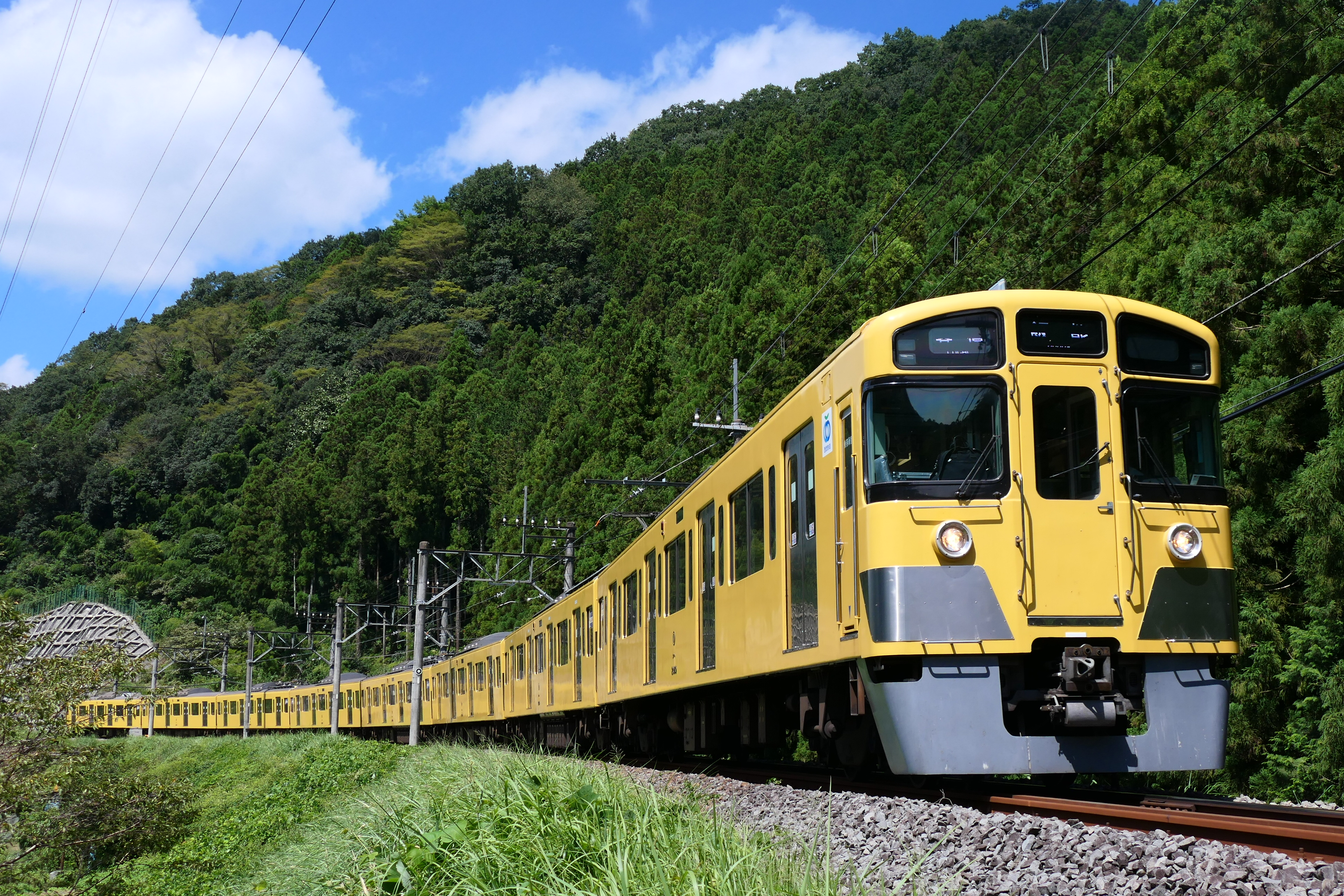
新2000系
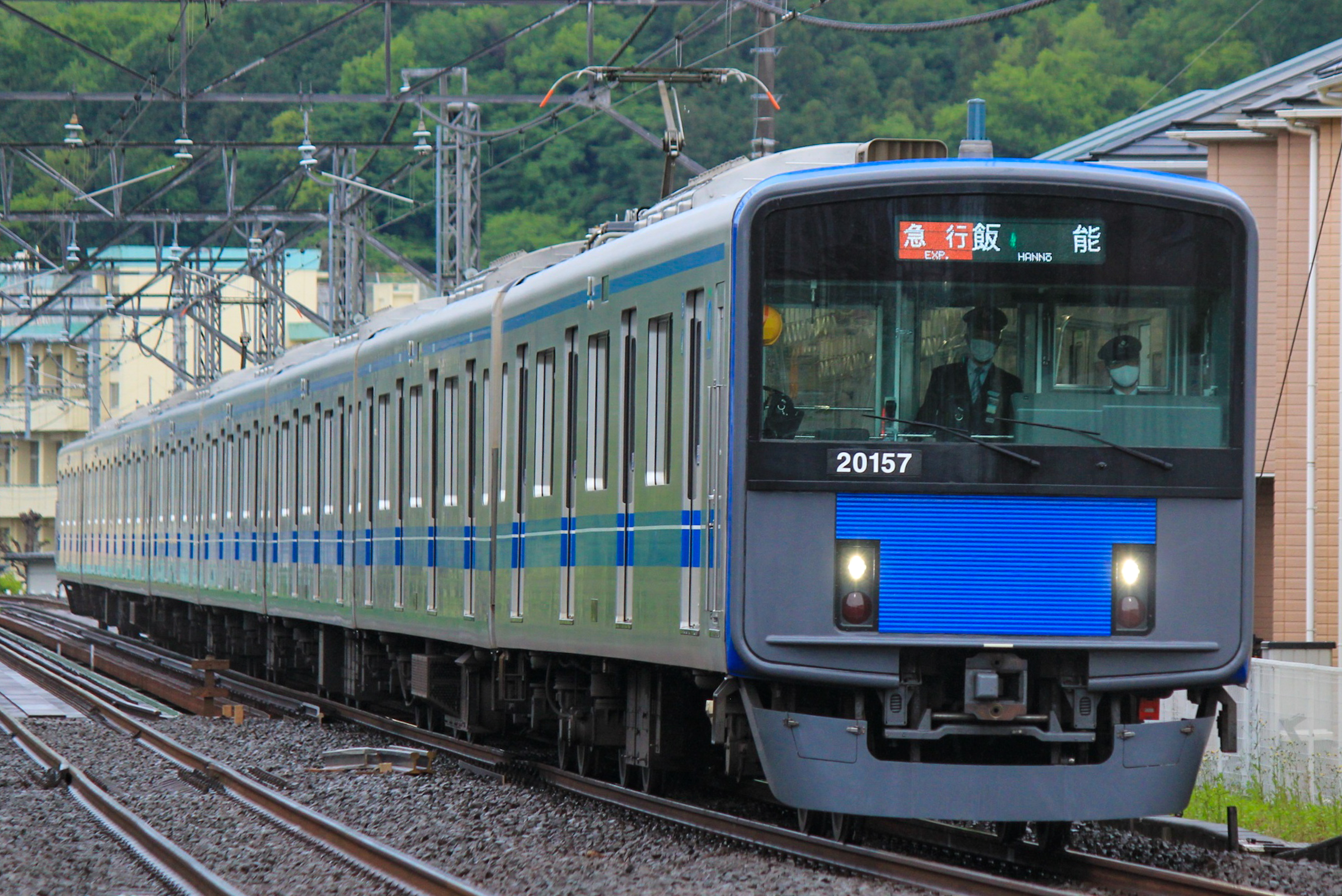
20000系
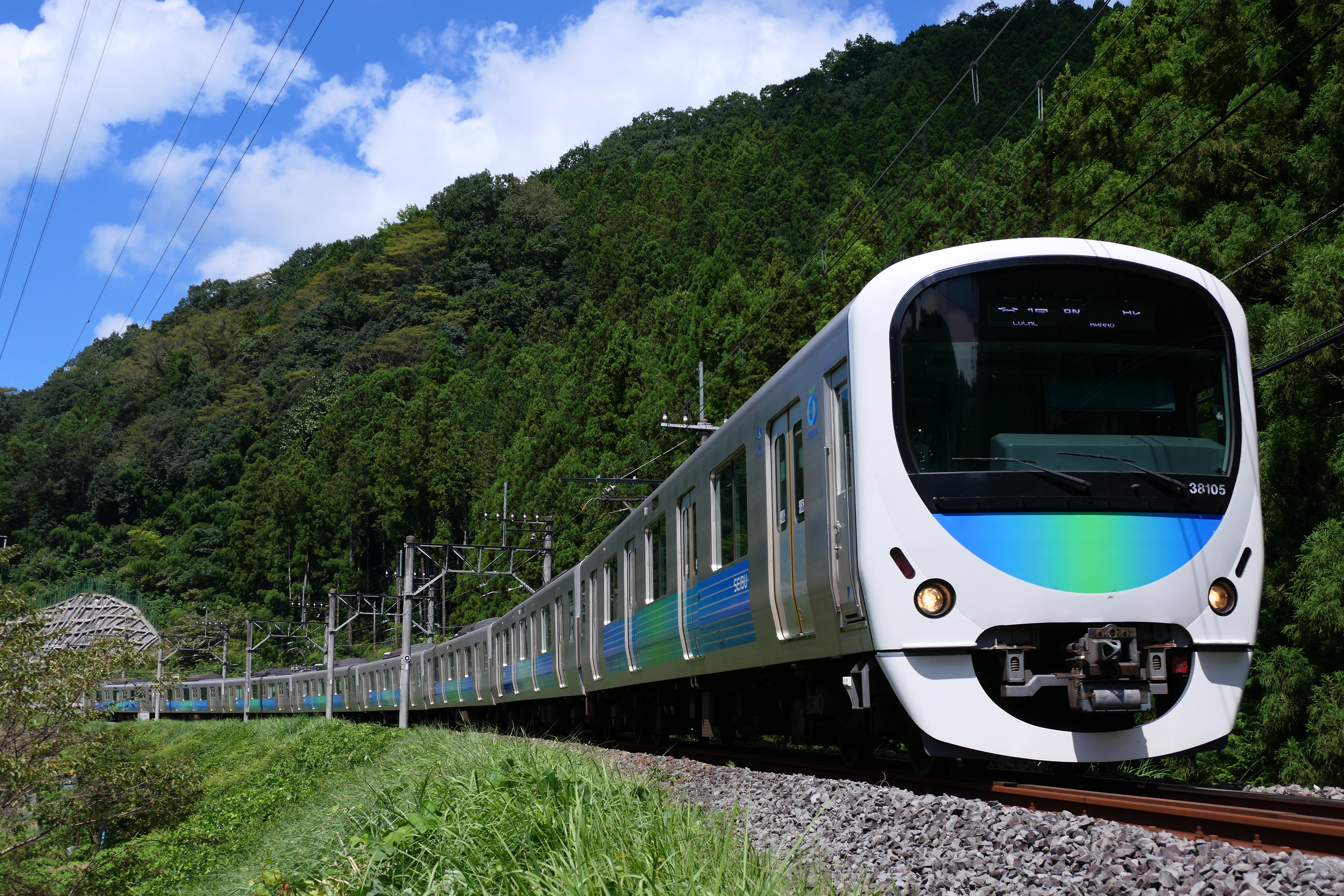
30000系

6000系・9000系は営業列車としての入線実績がない。2000系は通常では新宿線系統限定で運用されているが、当線にも団体臨時列車として数回入線実績がある。

### 過去の車両
- 501系
- 旧101系
- 701系
- 5000系 - 特急用。愛称「レッドアロー」号。
- 新101系・301系 - 定期乗り入れは2010年（平成22年）3月のダイヤ改正で終了。2012年（平成24年）12月9日をもって101系・301系の運用は多摩湖線および多摩川線のワンマン以外は終了しているため現在は見ることができない。
- 3000系
- 10000系 - 特急用。愛称「ニューレッドアロー」号
- この他、赤電と称される旧性能車両各形式も特に制限なく運用されていた。

### 導入予定の車両
- 東急9000系（西武での形式は未定） - 2025（令和7）年度以降「サステナ車両」として東急電鉄より譲渡を受け、本路線にも導入予定 [22]。

その他、営業運転開始前の試運転として8000系が深夜に乗り入れたことがある。

## 駅一覧
- 全駅埼玉県内に所在。停車駅は「西武池袋線#駅一覧」も参照のこと。
- 線路は全線単線、全駅列車交換可。
- 駅番号は2013年3月までに順次導入された。吾野駅以東の池袋線からの続き番号となっている[24]。

凡例
停車駅 … ●：停車、｜：通過、△：土休日のみ停車（土休日のみ運転）
特急の臨時停車については「ちちぶ (列車)」を参照
各駅停車・快速急行はすべての駅に停車（表では省略）
| 駅番号 | 駅名               | 駅間キロ | 営業キロ | S-TRAIN | 特急ちちぶ | 接続路線                                          | 所在地        |
| ------ | ------------------ | -------- | -------- | ------- | ---------- | ------------------------------------------------- | ------------- |
| SI31   | 吾野駅             | -        | 0.0      | ｜      | ｜         | 西武鉄道： 池袋線（飯能方面直通運転）             | 飯能市        |
| SI32   | 西吾野駅           | 3.6      | 3.6      | ｜      | ｜         |                                                   | 飯能市        |
| SI33   | 正丸駅             | 2.7      | 6.3      | ｜      | ｜         |                                                   | 飯能市        |
|        | 正丸トンネル信号場 | -        | 9.0      | ｜      | ｜         |                                                   | 秩父郡 横瀬町 |
| SI34   | 芦ヶ久保駅         | 6.1      | 12.4     | ｜      | ｜         |                                                   | 秩父郡 横瀬町 |
| SI35   | 横瀬駅             | 4.0      | 16.4     | ｜      | ●          |                                                   | 秩父郡 横瀬町 |
| SI36   | 西武秩父駅         | 2.6      | 19.0     | △       | ●          | 秩父鉄道：秩父本線（御花畑駅: CR31）（※徒歩連絡） | 秩父市        |

- 吾野駅、横瀬駅、西武秩父駅以外は、無人駅。

### 廃駅
- 東横瀬駅（貨物駅 芦ヶ久保 - 横瀬間、1996年4月2日廃止）

## PASMO導入について
当路線では、2007年3月18日から「PASMO」（Suicaも利用可能）を導入しており、西武秩父駅は自動改札機、その他の駅は簡易ICカード改札機を設置して対応している。なお、2022年3月11日までは秩父鉄道線では利用できなかったため、秩父鉄道線の駅を目的地にして乗車する場合はあらかじめ自動券売機で乗車券を購入する必要があった。